# Simon Favre
Pour les articles homonymes, voir Favre.
Simon Favre, né le 31 mai 1760 et mort le 3 juillet 1813 à Mobile, est un interprète des langues muskogéennes, en particulier le choctaw et le chicacha, pour les Français, Britanniques, Espagnols et Américains à l'époque où la Floride occidentale est devenue une partie des États du Mississippi et de l'Alabama.
Fils d'un interprète, Favre participe à plusieurs traités entre les Européens et les indigènes.
Parmi ses nombreux descendants se trouve Brett Favre, un sportif américain.